# Eid al-Ghadir
Eid al-Ghadir (arabisch عید الغدیر, DMG ʿīd al-ġadīr, wörtlich: „Teichfest“) ist ein hoher schiitisch-islamischer Feiertag.

## Anlass und Datum
Das Fest wird am 18. Dhū l-Hiddscha abgehalten und soll daran erinnern, dass der islamische Prophet Muhammad seinen Schwiegersohn Ali ibn Abi Talib zu seinem Nachfolger ernannt habe. Dabei bezieht man sich auf den Hadith  „Der Gesandte Allahs, Allahs Segen und Heil auf ihm, sagte zu `Ali: Du nimmst mir gegenüber die Stellung ein, die einst Harun (Aaron) gegenüber Musa (Moses) einnahm? Jedoch gibt es keinen anderen Propheten nach mir.“ Nach einem nur von den Schiiten anerkannten Hadith wurde dieses Fest „Eid-e Bozorg-e Elāhi“  (persisch: عید بزرگ الهی; d. h. das größte göttliche Fest) und „Eid Ahl al-Bayt Muhammad“ und Ashraf al-A'yaad (d. h. das höchste Fest) genannt. Die Überlieferung wird von sunnitischen Muslimen nicht anerkannt.
Der Name Eid al-Ghadir leitet sich von dem Teich Ghadīr Chumm ab. Das Fest gehört zu den iranischen Nationalfeiertagen.